# Enrico Martello
Enrico Martello, in tedesco Heinrich Hammer, latinizzato in Henricus Martellus Germanus (fl. XV secolo), è stato un geografo e cartografo tedesco che visse e lavorò a Firenze tra il 1480 e il 1496.

Mappa del mondo di Enrico Martello, conservata alla Yale University.

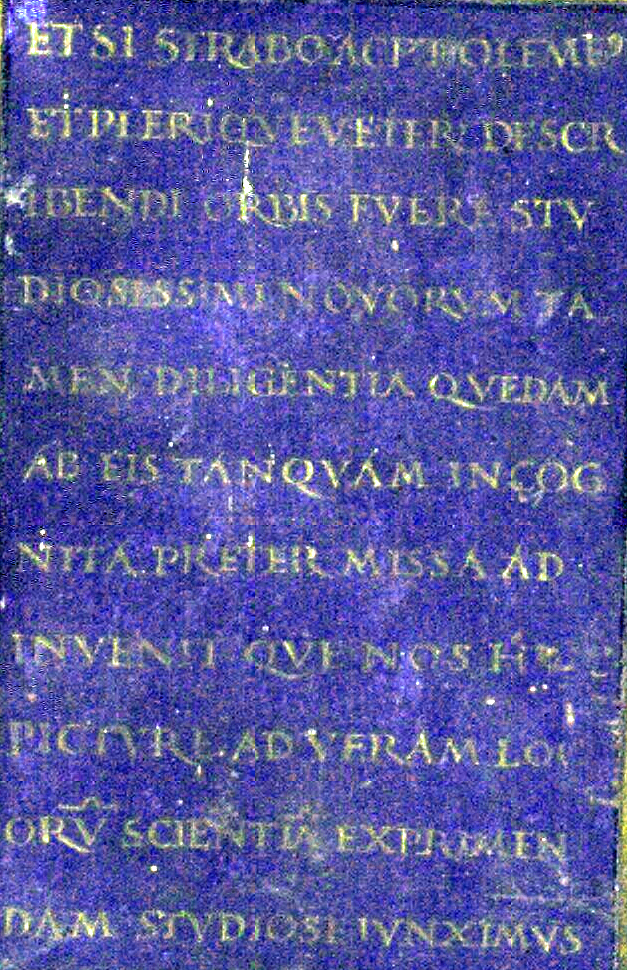
L'iscrizione nell'angolo sinistro della mappa del 1491.

Originario di Norimberga, tra il 1489 e il 1491 circa, produsse almeno una mappa del mondo straordinariamente simile al globo terrestre prodotto da Martin Behaim intorno al 1492, l'Erdapfel. Entrambi mostrano nuovi adattamenti dell'esistente modello tolemaico, con l'apertura di un passaggio a sud dell'Africa e la creazione di un'enorme nuova penisola ad est del Chersoneso Aureo (penisola malese). È possibile che entrambi i cartografi si siano ispirati alle mappe create intorno al 1485 a Lisbona da Bartolomeo Colombo.
L'unica mappa del mondo ad esso attribuita, delle dimensioni di 201 × 122 cm, venne riscoperta negli anni '60 e donata alla Beinecke Rare Book and Manuscript Library di Yale. Un'iscrizione nell'angolo in basso a sinistra dichiara: «Sebbene Strabone e Tolomeo e la maggior parte degli antichi fossero i più assidui nel descrivere il mondo, noi, tuttavia, riuniamo in questa immagine e mostriamo con cura nei suoi veri luoghi la nuova conoscenza che sfuggì alla loro diligenza e rimase a loro sconosciuta».
La mappa di Martello servì come fonte di ispirazione per la mappa di Waldseemüller del 1507. La disposizione generale è simile, e Martin Waldseemüller utilizzò la stessa proiezione di Martello, quella pallioforme (D.Baratono-C.Piani). Entrambi i cartografi aggiunsero teste che soffiano venti dalla bocca, e hanno sfruttato anche lo spazio rimasto vuoto negli angoli inferiori delle mappe creato dalle linee curve della proiezione per aggiungere pezzi di testo. La forma dell'Africa settentrionale è la stessa in entrambe le mappe, di chiara foggia tolemaica con un angolo nord-occidentale acuto. Simile è anche la forma dell'Asia orientale, con un'enorme penisola che si protende verso sud-ovest nell'oceano Indiano e il Giappone situato precisamente nella stessa posizione in entrambe le mappe, all'estremità orientale.
Martello produsse anche un Insularium Illustratum («Libro Illustrato delle Isole»), del quale sono giunti a noi quattro manoscritti, più una bozza conservata nella Biblioteca Laurenziana. Esso comprende una descrizione illustrata delle isole del mar Egeo, per lo più copiate da un precedente lavoro di Cristoforo Buondelmonti, oltre a mappe di altre isole, alcune mappe regionali e un planisfero.
Personaggio avvolto nel mistero, del quale sappiamo pochissimo, è stato identificato con un certo Arrigho di Federigho che produsse la prima traduzione in tedesco del Decameron di Boccaccio. Secondo questa teoria, il cognome Martello trarrebbe origine da quello della famiglia Martelli, alla quale Henricus/Arrigho era imparentato.